# Vicki Caron
Vicki Caron (ur. 1951) – amerykańska historyczka.
W 1973 ukończyła studia pierwszego stopnia na University of Illinois. Następnie studiowała na Columbia University, gdzie w 1975 uzyskał tytuł Master of Arts, a w 1975 Master of Philosophy. Na tej samej uczelni zdobyła tytuł doktora w 1983. Wykłada na Cornell University. Od wiosny 2001 jest członkiem American Academy for Jewish Research.

## Książki
- Between France and Germany:  The Jews of Alsace-Lorraine, 1871-1918 (1988)
- Uneasy Asylum:  France and the Jewish Refugee Crisis, 1933-1942 (1999)